# Paleoambiente
Per paleoambiente si intende una ricostruzione, in termini attualistici, di un ambiente che esisteva in un certo passato geologico nel luogo in esame. Il principio dell'attualismo prevede che le leggi fisiche che regolano gli ambienti al momento siano le stesse che regolarono gli ambienti nelle ere geologiche passate.
I fossili, oltre a darci fondamentali informazioni sull'età delle rocce, ci indicano anche il tipo di ambiente in cui si deponeva la roccia che contiene il fossile stesso.
Questa informazione, insieme al tipo di roccia che ha origine da un sedimento sciolto ben identificabile, può permettere di ricostruire con buona accuratezza il l'originario ambiente al momento della deposizione del sedimento stesso.